# Ivar Nilssons ätt
Ivar Nilssons ätt är en konventionell benämning på en svensk medeltida högfrälsesläkt som, i likhet med Lindöätten, hade en fyrstyckad sköld som sitt sigillvapen. 

## Historia
Som släktens stamfar räknas en endast genom sonens patronymikon känd man vid namn Nils som bör ha varit född under 1200-talets andra hälft.
Sonen Magnus Nilsson var riddare och riksråd och är nämnd levande 1305–1329. Hans sätesgård var Villberga i socknen med samma namn i Trögden, Uppland. 
Nils Magnusson är 1356 omnämnd som kung Eriks råd. Namnet Ivar kom in i släkten först i den tredje kända generationen, då Nils sonson Nils Magnusson gifte sig med Kristina Ivarsdotter Rova, en dotter till fähirden i Tønsberg som hette Ivar Nilsson. 
Deras son Ivar Nilsson (Ivar Nilssons ätt) (omkring 1355-1417), som har givit namn till ätten, var riddare och riksråd, samt lagman i Östergötland 1392–1417. Det är sannolikt hans  sigill som blev funnet år 2020 vid Svaneholms borgruin, Östergötland.
Släkten dog ut i början av 1400-talet.

## Släkttavla
1. Nils
  1. Magnus Nilsson (Ivar Nilssons ätt) till Villberga (nämnd levande 1305–1329), riddare. 
    1. Nils Magnusson (Ivar Nilssons ätt), riksråd. Gift med Kristina Ivarsdotter Rova, dotter till Ivar Nilsson, fähird i Tønsberg
      1. Ivar Nilsson (Ivar Nilssons ätt) (ca 1355-1417), riddare och riksråd, samt lagman i Östergötland 1392–1417, gift med Margareta Tordsdotter (Bonde). Deras ena dotter, Ingeborg Ivarsdotter, blev n. 2 hustru till Axel Pedersen (Tott) och en annan, Kristina Ivarsdotter, var gift med Nils Jönsson (Oxenstierna)
      2. Cecilia Nilsdotter, gift med Sten Haraldsson (Gren), häradshövding i Österrekarne härad, och mor till Magnus Gren.

I flera källor omtalas Magnus Gren och Nils Jönsson (Oxenstierna) också som svågrar: Gren var gift med Ingeborg Karlsdotter, dotter till väpnaren Karl Sture (sjöbladsätten) och Märta Eriksdotter, och syster till Katarina Karlsdotter, som var Nils Jönssons tredje fru.